# Phortica huiluoi
Phortica huiluoi är en tvåvingeart som beskrevs av Cheng och Chen 2008. Phortica huiluoi ingår i släktet Phortica och familjen daggflugor. Inga underarter finns listade i Catalogue of Life.